# Radoska
Radoska – wieś w Polsce położona w województwie świętokrzyskim, w powiecie koneckim, w gminie Radoszyce.
| SIMC    | Nazwa        | Rodzaj    |
| ------- | ------------ | --------- |
| 0264970 | Pyszna Górka | część wsi |

Do 1943 roku siedziba gminy Grodzisko. W latach 1975–1998 miejscowość administracyjnie należała do województwa kieleckiego.
Przez miejscowość przepływa niewielka rzeka Plebanka dopływ Czarnej.
Wierni Kościoła rzymskokatolickiego należą do parafii Świętych Apostołów Piotra i Pawła w Radoszycach.